# Đăk Môn
Đăk Môn là một xã thuộc huyện Đăk Glei, tỉnh Kon Tum, Việt Nam.
Xã Đăk Môn có diện tích 64,58 km², dân số năm 2019 là 6.534 người, mật độ dân số đạt 101 người/km².